# Paul Pau
Paul Marie Cesar Gerald Pau (ur. 29 listopada 1848, zm. 2 stycznia 1932) – generał francuski.
Uczestnik wojny francusko-pruskiej 1870–1871. Bardzo popularny w armii, typowany na naczelnego wodza armii francuskiej. Podczas I wojny światowej w 1914 mianowany dowódcą Armii Alzackiej. Dowodzona przez niego Armia Alzacka poniosła olbrzymie straty w przegranych walkach z wojskami niemieckimi w Lotaryngii w sierpniu 1914 roku. We wrześniu 1914 brał udział w I bitwie nad Marną, która powstrzymała ofensywę wojsk niemieckich na Paryż. Niedługo później przeniesiony w stan spoczynku.
W 1921 otrzymał Krzyż Srebrny Orderu Wojskowego Virtuti Militari.